# Le Pudding du pauvre et les Miettes du riche
Le Pudding du pauvre et les Miettes du riche est une nouvelle d'Herman Melville publiée en 1854.

## Historique
Le Pudding du pauvre et les Miettes du riche est une nouvelle d'Herman Melville publiée en juin 1854 dans la revue Harper's New Monthly Magazine.
Entre la fin de l'été 1853 et le printemps de 1854, Melville composa trois contes en diptyque : Le Pudding du pauvre et les Miettes du riche, Les Deux Temples et Le Paradis des célibataires et le Tartare des jeunes filles. Ces contes, sauf Les Deux Temples, furent publiés sans nom d'auteur et restèrent dans la revue d'origine.

## Résumé
À la fin du mois de mars, se promenant dans la campagne enneigée, le poète Suavamour vante au narrateur les bienfaits de la neige, « l'engrais du pauvre », et de la nature en général. Invité peu après par les Coutre, un couple de paysans très pauvres, il avale à grand-peine une bouchée du fameux « pudding du pauvre ».

Quelque temps plus tard à Londres, le narrateur assiste à une extraordinaire œuvre de charité du Lord Maire : après un somptueux banquet, contre un ticket, une foule de pauvres a droit aux « victuailles refroidies et miettes des rois ».

## Éditions en anglais
- Poor Man's Pudding and Rich Man's Crumbs, dans le no 49 de la revue Harper's New Monthly Magazine  de juin 1854.

## Traductions en français
- Trois nouvelles doubles (Le Paradis des célibataires et le Tartare des vierges, Les Deux Temples, Le Pudding du pauvre et les Miettes du riche) par Bernard Hœpffner, Éditions Cent Pages, Grenoble, 1996.
- Le Pudding du pauvre et les Miettes du riche, par Philippe Jaworski, Herman Melville, Œuvres, IV , Bibliothèque de la Pléiade, éditions Gallimard, 2010.